# Apteroperla monticola
Apteroperla monticola är en bäcksländeart som först beskrevs av Kawai 1955.  Apteroperla monticola ingår i släktet Apteroperla och familjen småbäcksländor. Inga underarter finns listade i Catalogue of Life.